# Agnès Sulem
Agnès Sulem (1959) é uma matemática aplicada francesa, cujos tópicos de pesquisa incluem controle estocástico, difusão de salto e matemática financeira.

## Formação
Sulem obteve um doutorado em 1983 na Université Paris-Dauphine, com a tese  Résolution explicite d'Inéquations Quasi-Variationnelles associées à des problèmes de gestion de stock, orientada por Alain Bensoussan.

## Carreira
É diretora de pesquisa do Institut National de Recherche en Informatique et en Automatique (INRIA) em Paris, onde lidera o projeto MATHRISK sobre gerenciamento matemático de riscos. Atualmente é professora na Universidade de Luxemburgo no Departamento de Matemática. É coautora do livro Applied Stochastic Control of Jump Diffusions (com Bernt Øksendal, Springer, 2005; 2nd ed., 2007; 3rd ed., 2019). Sulem também é editora associada do Journal of Mathematical Analysis and Applications e do SIAM Journal on Financial Mathematics. 